# Escola Dominical
A Escola Dominical é uma instituição cristã, tipicamente protestante e evangélica, voltada para a educação, geralmente de jovens e crianças. Junto da catequese e os cursos devocionais e evangelísticos como Cursilho e Curso Alfa, as escolas dominicais são os principais meios de instrução na vida e doutrina do Cristianismo.
O adjetivo dominical remete tanto ao costumeiro ensino ministrado aos domingos quanto referência às coisas acerca do Senhor (em latim, Dominus). Entretanto, algumas denominações cristãs preferem outras designações, tais como, Escola Bíblica, Escola Sabatina, Culto das crianças, Reunião de Jovens e Menores, dentre outras.

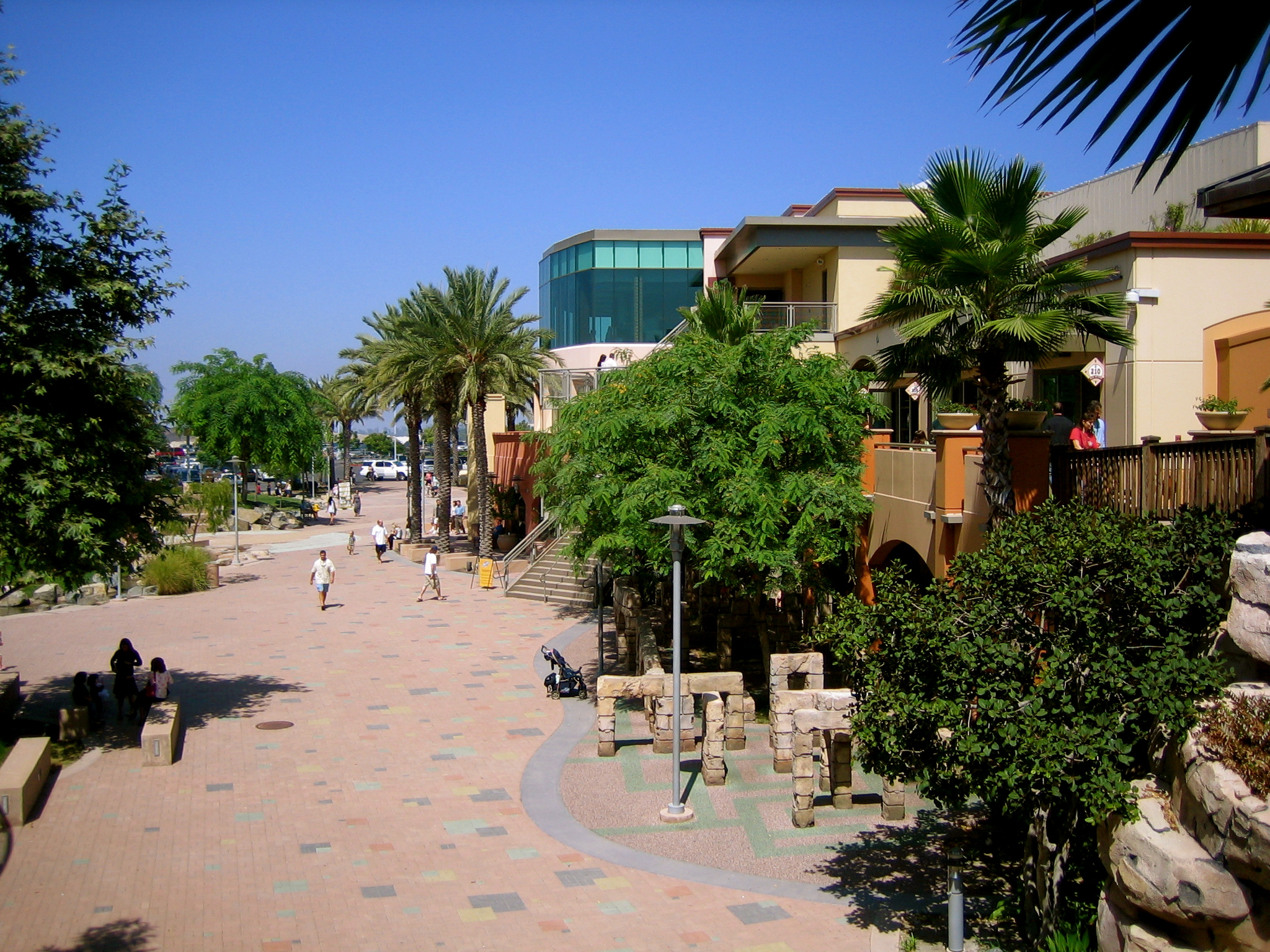
Edifício para escola dominical da Saddleback Church, em Lake Forest, em Estados Unidos.

Em algumas igrejas evangélicas o e tantas outras, a Escola Bíblica Dominical é dividida em classes para melhor aproveitamento, uma vez que o ensino estará de acordo com o grupo a que se destina, em que há divisão de classes entre crianças e adolescentes, mas os jovens, adultos, casais e idosos, neófitos ou experientes, têm um ensino unificado transmitido via satélite. Igrejas sabatistas, como Igreja Adventista do Sétimo Dia, a designação é "Escola Sabatina", uma vez que o ensino é aplicado aos sábados.

## História

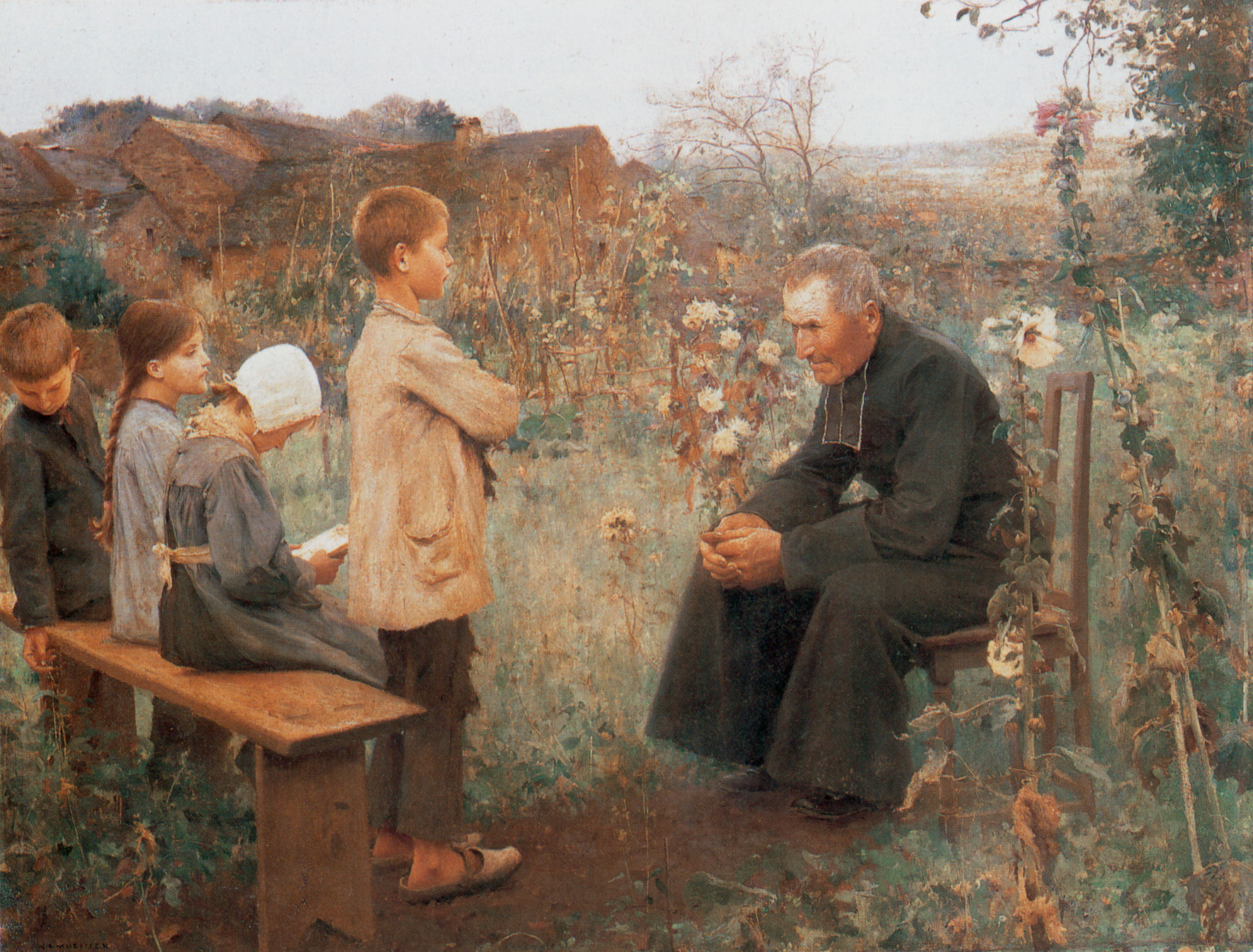
Lição do catecismo na França do século XIX

As atividades educacionais no cristianismo são antigas, mas sob o nome de Escola Dominical o movimento surgiu na Inglaterra, com o propósito de evangelizar crianças que ficavam sem atividade durante os serviços de domingo. Atualmente, esta atividade envolve os membros da congregação, em todas as faixas etárias e acontece em horário diverso ao serviço religioso. 

### Robert Raikes e o movimento Escola Dominical
Robert Raikes (14 de Setembro de 1735-5 de Abril de 1811), filho de Robert e Mary Raikes, foi quem originou o Movimento de Escola Dominical. Anglicano, Raikes foi batizado na infância na Igreja (Anglicana) de Santa Maria da Cripta e educado na Escola da Cripta, ambos na Rua Southgate, em Gloucester, e, mais tarde, na Escola dos Reis. Tornou-se aprendiz de Jornalismo com seu pai, dono do Diário de Gloucester. Quando seu pai faleceu, em 1757, Raikes assumiu a editoria do jornal, aumentando o tamanho do jornal e melhorando o layout.
Raikes se interessava pela reforma prisional inglesa, por causas das condições terríveis a que os presos eram submetidos. Certo dia, procurando um jardineiro na Rua Saint Catherine, no bairro de Sooty Alley, ele encontrou um grupo de crianças maltrapilhas brincando na rua. A esposa do jardineiro disse, então, que aos domingos a situação era pior, pois as crianças que trabalhavam nas fábricas, de segunda a sábado, durante horas muito longas, ficavam desocupadas nesse dia, quase abandonadas, passando o tempo brincando, brigando e aprendendo toda espécie de vícios. Elas extravasavam toda sorte de violência nesse dia. Essas crianças, constatou Raikes, estavam a um passo do mundo do crime e ele chegou a ver o destino de muitas delas, ao visitar as prisões de Gloucester.
Raikes resolveu estabelecer uma escola gratuita para esses meninos de rua em 1781.. Então, Raikes contratou uma equipe de quatro mulheres no bairro para lecionar, recebendo um xelim e seis pence, cada uma. Com a ajuda do Rev. Thomas Stock, Ministro Anglicano, Raikes pôde logo associar cem crianças, de seis aos doze ou quatorze anos, nestas escolas dominicais. A primeira foi instalada na Rua Saint Catherine. Seu objetivo principal não era ensinar a Bíblia, mas alfabetizar os alunos e ministrar aulas de religião com o propósito de reformar a sociedade. O objetivo último era modificar-lhes o caráter usando os ensinamentos bíblicos.
Assim, a Escola Dominical nasceu como um instituto bíblico infantil, operando de forma independente das igrejas, alfabetizando e ensinando Bíblia às crianças carentes. Algumas crianças, a princípio, relutaram em vir para as escolas porque as suas roupas estavam tão rotas, mas Raikes providenciou tudo de que eles precisavam, inclusive banho e cabelos penteados.
As aulas começavam às 10 horas da manhã e iam até as duas da tarde, com lições de matemática, história e inglês, com um intervalo de uma hora para o almoço. Eles eram levados então à igreja para serem instruídos no catecismo até as 17:30 h. Recebiam pequenas recompensas, como livros, canetas, brinquedos... aqueles que tivessem dominado a lição ou aqueles cujo comportamento tivessem mostrado uma melhoria notável. Entrementes, recebiam castigo corporal aqueles de mau comportamento, como era do costume pedagógico da época.
Depois de um período experimental, Raikes divulgou suas ideia e os resultados em seu jornal, no dia 3 de Novembro de 1783, data em que se comemora, na Grã-Bretanha, o dia da Fundação da Escola Dominical. Esta experiência foi transcrita em outros jornais. Líderes religiosos tomaram conhecimento do movimento que se espalhava. Em 1784, eram 250 mil alunos matriculados. 
A Sunday School Society foi fundada pelo diácono batista William Fox em 7 de setembro de 1785 na Prescott Street Baptist Church em Londres. Este último havia sido tocado por artigos do editor do Gloucester Journal, Raikes, sobre os problemas da delinquência juvenil.  O pastor Thomas Stock e Raikes registraram assim uma centena de crianças de seis a quatorze anos. A sociedade publicou seus livros didáticos e reuniu cerca de 4.000 escolas dominicais. 
A taxa de criminalidade de Gloucester caiu, com o advento das escolas dominicais de Raikes, de forma que em 1792 não houve um só caso julgado pela comarca de Gloucester.
O trabalho de Raikes foi saudado com entusiasmo, e em breve, escolas dominicais já estavam sendo criadas em todo o Reino Unido e exportadas para os Estados Unidos. Seu trabalho foi muito assessorado pelo comerciante William Fox (1736-1826), diácono da Igreja Batista da Rua Prescott, em Londres. Impressionado pelas escolas dominicais fundadas por Raikes que eram responsáveis pela redução do índice de criminalidade de Gloucester, Fox chamou Raikes para formar uma associação para promoção e criação de escolas dominicais. Foi criado, então em 1785, a Sunday School Society of Great Britain (Sociedade da Escola Dominical da Grã-Bretanha), com o apoio dos bispos anglicanos de Chester e Salisbury. Essa sociedade foi ajudada por muitos filantropos, podendo abrir cerca de trezentas escolas dominicais, suprindo-as com livros, material didático e professores. Esta sociedade publicou, na gráfica de Raikes, o Sunday School Companion, livro com versículos bíblicos para leitura. Em 1787, segundo depoimento de Samuel Glasse, 200 mil crianças eram alunas da Escola Dominical em toda a Inglaterra.
Houve, no entanto, uma forte oposição ao movimento de Raikes, que era considerado por alguns líderes religiosos como um movimento diabólico, porque era à parte das Igrejas e era dirigido por leigos, isto é, pessoas que não tinham formação religosa. O Arcebispo de Canterbury reuniu os bispos para considerar o que deveria ser feito para exterminar o movimento. Chegou-se a pedir que o Parlamento, em 1800, aprovasse um decreto para proibir o funcionamento de escolas dominicais. Achavam que este movimento levaria à desunião da Igreja e que profanava “o dia do Senhor”. Tal decreto nunca foi aprovado.
Em 1802, Raikes se aposentou, e, em 1811, após um ataque de coração, veio a falecer. Seus alunos vieram ao funeral, na Igreja (Anglicana) de Santa Maria do Filão e receberam da Sra. Raikes um xelim e uma fatia de um grande bolo de ameixa cada um. Quando Raikes faleceu, quatrocentos mil alunos estavam matriculados nas diversas escolas dominicais britânicas. Nesse ano ocorreu a divisão em classes, possibilitando alfabetização de adultos.

### A Primeira Escola Dominical nos Estados Unidos

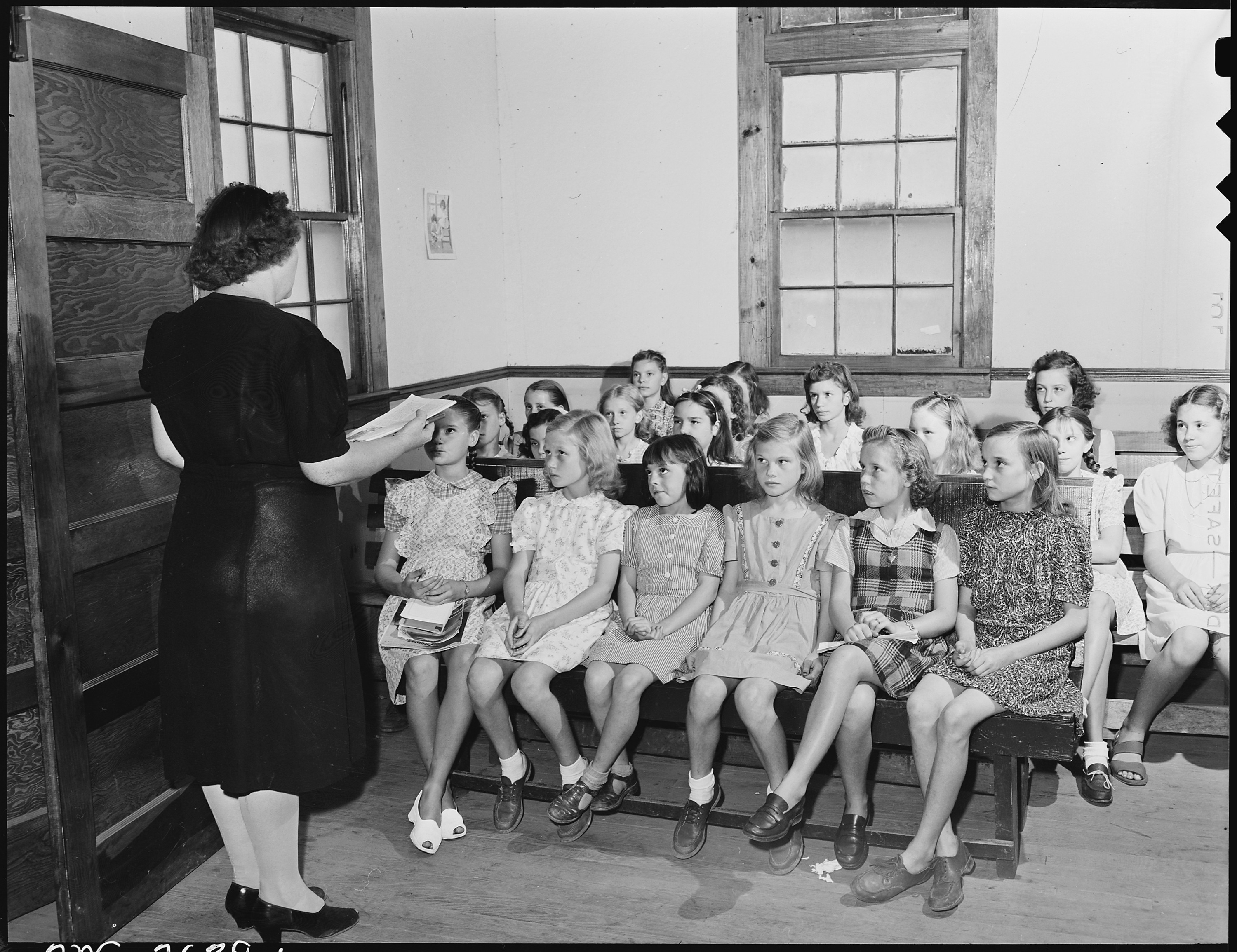
Escola dominical em uma igreja batista em Lejunior (Condado de Harlan (Kentucky)), Estados Unidos, 1946.

Nos Estados Unidos, a primeira Escola Dominical reconhecida foi a escola bíblica fundada por William Elliot em 1802. Ela funcionava em sua fazenda aos domingos à tarde. Mais tarde, foi transferida para a Igreja (Anglicana) de Oak Grave, no condado de Accomac, Virgínia.
No começo do século XIX, foram fundadas muitas escolas dominicais nos mais diversos lugares dos Estados Unidos e o crescimento delas foi nada menos que fenomenal. Várias uniões formais de Escolas Dominicais foram organizadas, para ensino tanto de crianças quanto de adultos. Não demorou para que as Igrejas Evangélicas entendessem que era necessário ensinar a Bíblia a seus membros, em regime semanal, o que poderia ser feito, através da Escola Dominical. Em 1824, a União Americana de Escolas Dominicais contava com escolas em dezessete dos trinta e quatro estados americanos então existentes. Mesmo assim, a Escola Dominical continuava nas mãos de leigos em sua maioria, embora já contassem com profissionais do magistério então.

### A Escola Dominical no Brasil

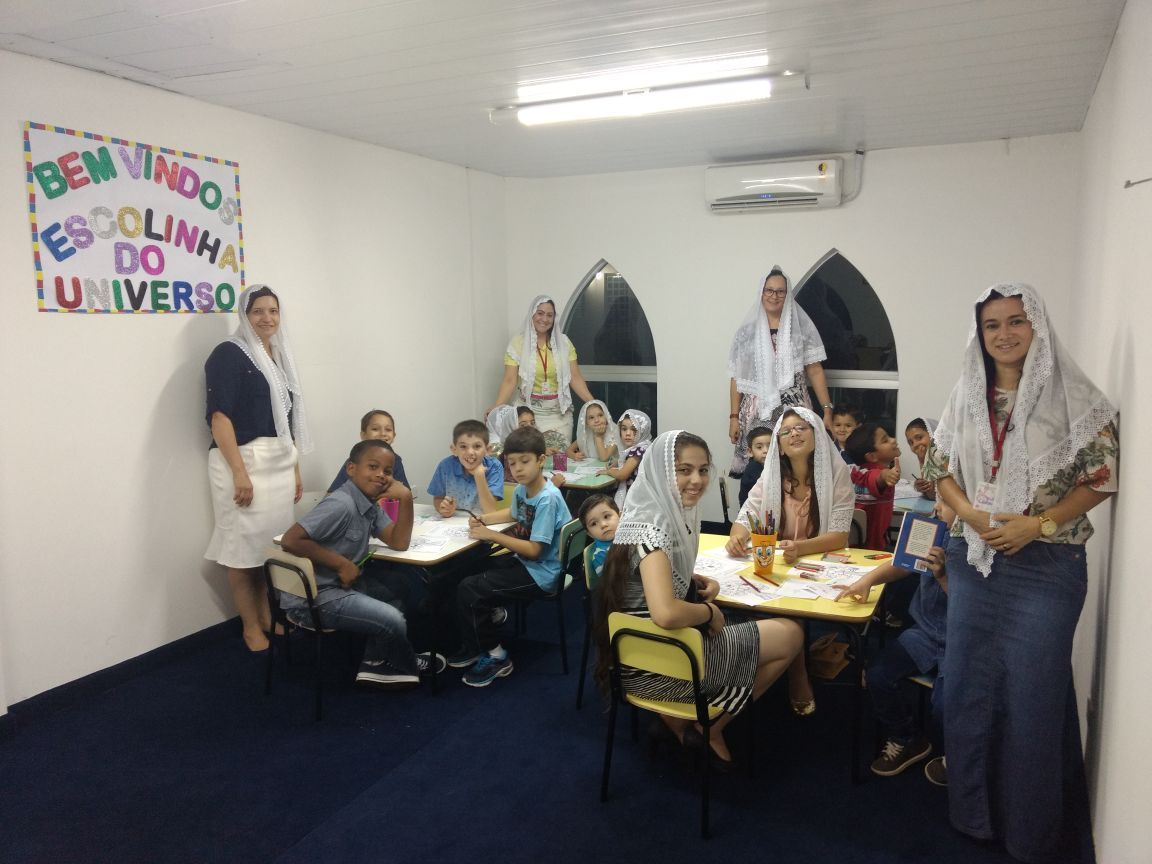
Escola dominical no Brasil

Iniciou-se no Brasil em 19 de agosto de 1855, na cidade de Petrópolis, na casa do médico e missionário escocês de denominação Congregacional, Robert Kalley e sua esposa Sarah Poulton Kalley. No local atualmente funciona uma escola particular, na Rua Benjamin Constant, 280, Centro Histórico da cidade.

## Currículo
O programa de disciplinas das ED é geralmente determinado pelo departamento de educação e pode envolver estudo sistemático de livros bíblicos, bem como fundamentos doutrinários ou temas relacionados com grupos específicos, como classes para casais, para adolescentes, para novos adeptos ou para catecúmenos; sempre baseados em fundamentos bíblicos.
No começo do movimento, ensinava-se às crianças a ler e a escrever, e então a Bíblia lhes era ensinada com proveito. Essa função foi sendo abandonada, à medida que as escolas públicas se foram ocupando da alfabetização. Assim, a Bíblia tornou-se, virtualmente, o único material exposto na Escola Dominical, contando o dinheiro recolhido e quantos alunos frequentam, divididos por classes, a Escola Dominical. Entrementes, a educação religiosa tem assumido um escopo mais amplo, e escolas regulares têm-se tornado uma das funções de muitas igrejas. Isso tem feito a Escola Dominical tornar-se mais especializada. Várias denominações têm uma literatura especial (revistas), bem como alguma forma de apresentação sistemática de estudos bíblicos.
Algumas denominações utilizam-se de um sistema unificado de ensino para as Escolas Dominicais, seja ele trazido por orientação de revistas e documentos pela cúpula das denominações, como à Assembleia de Deus e outras igrejas pentecostais/neopentecostais ou por meio de transmissão via satélite, como é o caso da Igreja Cristã Maranata.

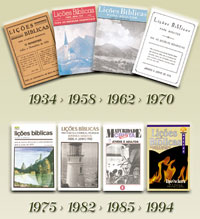
Antigas revistas de escola dominical utilizadas pela Assembléia de Deus

Os métodos didáticos utilizados são os comuns a outras práticas educativas: de acordo com a faixa etária da classe são utilizados elementos como vídeo, esquetes, marionetes, música, além das tradicionais brochuras com treze lições que giram em torno de um tema central e que são utilizadas em praticamente todas as escolas dominicais, sendo geralmente produzidas por uma editora vinculada à própria denominação.
Objetivos:
- Evangelização - Fornecer aos novos convertidos e a membros da igreja estudo bíblico.
- Santificação - Ensinar os fiéis a viverem de acordo com os princípios bíblicos defendidos pela denominação.
- Serviço - Preparar e incentivar os membros a servir ao Senhor de diferentes formas: evangelizando, apoiando os enfermos e necessitados enfim trabalhar na obra tendo amor por ela e assim alcançar almas para o reino.

## Organização
A distribuição de departamentos e classes geralmente se faz em função da idade e do gênero dos alunos. Na maioria das igrejas protestantes há pelo menos 3 turmas infantis (por exemplo: uma turma de 1 a 3 anos, outra de 4 a 7 anos e mais uma de 8 a 11 anos) somadas a uma turma de adolescentes (para alunos entre 12 e 18 anos), uma turma de jovens (que geralmente aceita fiéis até 30 ou 35 anos e em geral não recebe casados). Os casados e adultos maiores de 30 anos geralmente são divididos em duas turmas, de acordo com o gênero, mas também há igrejas que reúnem homem e mulheres casados em uma só turma.
Os professores das escolas dominicais são geralmente membros leigos.